# Xã Clay, Quận Ralls, Missouri
Xã Clay (tiếng Anh: Clay Township) là một xã thuộc quận Ralls, tiểu bang Missouri, Hoa Kỳ. Năm 2010, dân số của xã này là 2.765 người.